# Raymond Ier de Puybusque
Pour les articles homonymes, voir Raymond Ier.
Raymond Ier de Puybusque est un chevalier à pennon.

## Biographie
Raymond Ier de Puybusque a été capitoul en 1222.
Raymond Ier de Puybusque était chevalier à pennon des comtes de Toulouse - Probablement filleul du comte Raymond VI - Il a participé aux sièges de Castelnaudary et de Carcassonne en 1209 et 1211; à la bataille de Muret en 1213; au siège de Toulouse où Simon de Monfort fut tué, en 1218-1219; au second siège de Carcassonne en 1223.